# قرار مجلس الأمن التابع للأمم المتحدة رقم 1996
قرار مجلس الأمن التابع للأمم المتحدة رقم 1996، الذي تم تبنيه بالإجماع في 8 يوليو 2011، بعد الترحيب باستقلال جنوب السودان عن السودان، أنشأ المجلس بعثة الأمم المتحدة في جمهورية جنوب السودان لفترة أولية مدتها عام واحد.

## القرار

### أعمال
وبموجب الفصل السابع من ميثاق الأمم المتحدة، أنشأ المجلس بعثة الأمم المتحدة في جنوب السودان لفترة أولية مدتها سنة واحدة بنية تجديدات أخرى إذا لزم الأمر. وقررت أن تتكون البعثة من 7000 عسكري و900 من أفراد الشرطة. سيتم النظر في مراجعة ما إذا كان سيتم تخفيض عدد القوات إلى 6000 في غضون ثلاثة إلى ستة أشهر.
كُلفت البعثة بالتركيز على الأمن والتنمية، بما في ذلك من خلال دعم توطيد السلام وبناء الدولة ودعم حكومة جنوب السودان في حل النزاعات وحماية المدنيين وإرساء سيادة القانون وتعزيز قطاع الأمن والعدالة. وقد سمح لها باستخدام «جميع الوسائل الضرورية» لإنفاذ التفويض.
ودعا القرار إلى الوصول دون عوائق والتعاون الكامل مع بعثة الأمم المتحدة في جنوب السودان من جميع الدول. وطالب جيش الرب للمقاومة بإنهاء الهجمات ضد المدنيين في جنوب السودان ووضع حد لاستخدام الجنود الأطفال. وحث جنوب السودان على زيادة مشاركة المرأة في المجتمع وإصلاح نظام السجون.
أخيرًا، تم حث الأمين العام بان كي مون على تقديم مزيد من التفاصيل حول العملية وتقديم تقرير عن تقدمها.

## روابط خارجية
- نص القرار في undocs.org